# Wilhelm Busch (Chemiker)
Wilhelm Busch (* 4. Januar 1892 in Braunschweig; † 28. Februar 1967 in Essen) war ein deutscher Chemiker und Bergwerksdirektor.

## Leben
Busch studierte Chemie und arbeitete dann bei der Gelsenkirchener Bergwerks-AG. 1939 wurde er für die gesamte Gas- und Kokereiwirtschaft und die Kohlechemie verantwortlich. 1941 wurde er Vorstandsmitglied.
Busch gehörte dem Verein Deutscher Eisenhüttenleute (VDEh) an. 1956–1960 war er Vorsitzender des von VDEh und Steinkohlebergbau-Verein gemeinsam getragenen Deutschen Kokereiausschusses, dessen Ehrenmitglied er dann wurde.